# Catoptria satakei
Catoptria satakei là một loài bướm đêm trong họ Crambidae.